# Embryonic
Albums de The Flaming Lips
Once Beyond Hopelessness
(2008) The Flaming Lips and Stardeath and White Dwarfs With Henry Rollins and Peaches Doing the Dark Side of the Moon
(2009)
Embryonic est le douzième album des Flaming Lips sorti en 2009.
| 1.    | Convinced of the Hex                                | 3:56 |
| 2.    | The Sparrow Looks Up at the Machine                 | 4:14 |
| 3.    | Evil                                                | 5:38 |
| 4.    | Aquarius Sabotage                                   | 2:11 |
| 5.    | See the Leaves                                      | 4:24 |
| 6.    | If                                                  | 2:05 |
| 7.    | Gemini Syringes (feat Thorsten Wörmann et Karen O)  | 3:41 |
| 8.    | Your Bats                                           | 2:35 |
| 9.    | Powerless                                           | 6:57 |
| 10.   | The Ego's Last Stand                                | 5:41 |
| 11.   | I Can Be a Frog (feat Karen O)                      | 2:14 |
| 12.   | Sagittarius Silver Announcement                     | 2:59 |
| 13.   | Worm Mountain (feat MGMT)                           | 5:21 |
| 14.   | Scorpio Sword                                       | 2:02 |
| 15.   | The Impulse                                         | 4:06 |
| 16.   | Silver Trembling Hands                              | 3:59 |
| 17.   | Virgo Self-Esteem Broadcast (feat Thorsten Wörmann) | 3:44 |
| 18.   | Watching the Planets (feat Karen O)                 | 5:17 |
| 70:17 |                                                     |      |

| 19. | UFOs Over Baghdad                   | 5:18 |
| 20. | What Does It Mean?                  | 5:10 |
| 21. | Just Above Love                     | 4:49 |
| 22. | Anything You Say Now, I Believe You | 6:40 |